# 성관계는 없다
"성관계는 없다"(There Is No Sexual Relationship)는 한국에서 제작된 소상민 감독의 2006년 드라마 영화이다.
세 인물(선영, 선재, 경택) 사이에서 남녀관계의 실패를 표현하였다.